# Pandanus parvicentralis
Pandanus parvicentralis är en enhjärtbladig växtart som beskrevs av Huynh. Pandanus parvicentralis ingår i släktet Pandanus och familjen Pandanaceae. IUCN kategoriserar arten globalt som otillräckligt studerad. Inga underarter finns listade.